# Emergency Economic Stabilization Act

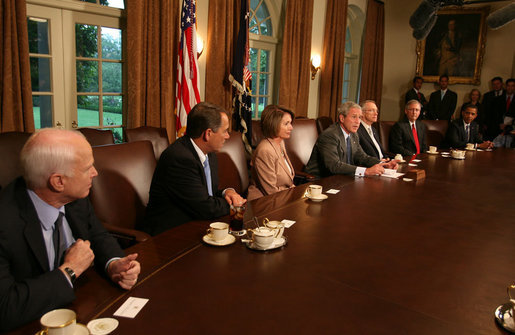
US-Präsident Bush diskutiert den Rettungsplan mit Mitgliedern des Kongresses

Der amerikanische Emergency Economic Stabilization Act (EESA), etwa Notgesetz zur Wirtschaftsstabilisierung, auch unter dem Namen Paulson-Plan nach dem US-Finanzminister Henry Paulson bekannt, ist ein am 19. September 2008 vorgestelltes Rettungspaket der Regierung Bush zur Unterstützung des US-amerikanischen Finanzmarkts im Rahmen der Finanzkrise ab 2007 und umfasst Maßnahmen im Wert von rund 700 Milliarden US-Dollar, die im „Troubled Asset Relief Program“ (etwa Hilfsprogramm für angeschlagene Vermögenswerte) näher bestimmt werden. Der EESA gilt als Paradebeispiel des „Zitronensozialismus“.

## Elemente des Paulson-Plans
Das am 3. Oktober 2008 in Kraft getretene Gesetz sieht vor, dass dem US-Finanzministerium ("Treasury") der Ankauf sogenannter "toxic assets" ("schädliche Vermögenswerte") gestattet wird, sofern der Verkäufer ein Finanzinstitut ist und bestimmte Anforderungen erfüllt. Dem US-Finanzministerium stehen mit Inkrafttreten des Gesetzes 250 Milliarden US-Dollar für den Ankauf von toxic assets zur Verfügung; allerdings dürfte es mehrere Wochen, wenn nicht Monate dauern, bis verbindliche Ankaufs- und Bewertungsregeln definiert wurden und die ersten Transaktionen auf Basis des Gesetzes durchgeführt werden.
Auf Anforderung durch das Weiße Haus können weitere 100 Milliarden US-Dollar für Ankäufe zur Verfügung gestellt werden. Weitere 350 Milliarden US-Dollar können inzwischen verwendet werden, da das Repräsentantenhaus dies in einer neuerlichen Abstimmung genehmigt hat.
Zur Durchführung der Ziele des Gesetzes wurde eine neue Behörde geschaffen, das "Office of Financial Stability". Hier sollen zunächst 24 Beamte beschäftigt werden, die die Arbeit externer Finanzdienstleister koordinieren. Es ist der Wunsch Paulsons, dass für die Durchführung der Ankäufe in größtmöglichem Umfang auf externe Expertise zurückgegriffen wird.
Der Plan enthält darüber hinaus Garantien für Sparkonten. Des Weiteren wurden auch Steuersenkungen für die Mittelschicht und Entlastungen bei den Energiekosten für Unternehmen beschlossen. Das Hilfspaket sieht eine parlamentarische Aufsicht vor und begrenzt die Abfindung von Managern der betroffenen Banken. Auch ist vorgesehen, dass der Staat nach der Rettung einer Bank an möglichen späteren Gewinnen beteiligt wird.

## Bedeutung und Kritik
Der Paulson-Plan soll die Liquidität des Bankensektors sichern und zur Stabilisierung des US-Finanzmarktes dienen, der infolge der 2007 begonnenen Finanzkrise besonders bei kurzfristigen Geldmarkt-Geschäften in seiner Funktion stark beeinträchtigt ist.
Ökonomen und Politiker sehen den Rettungsplan mehrheitlich als notwendig an. Gegner des Plans kritisieren dessen starken Eingriff in den Markt und dass er eine Bereinigung des durch gegenseitige Beteiligungen zunehmend undurchsichtigen Bankensektors verhindere, vor allem aber, dass er mit dem Risiko der von den Banken zu übernehmenden und hochgradig gefährdeten Kredite die Steuerzahler belaste. Bisher private Risiken würden zu Risiken des Staates und damit zu denen der Steuerzahler.

## Geschichte
Der Plan wurde Ende September in mehreren Gipfelgesprächen zwischen Politikern beiden Großparteien und unterschiedlichen Wirtschaftsvertretern für gutgeheißen, erhielt aber am 29. September im Repräsentantenhaus nicht die erforderliche Mehrheit. Die überarbeitete Fassung des Rettungsplans wurde schließlich am 1. Oktober 2008 zunächst vom Senat mit 74:25 Stimmen angenommen. Dem modifizierten Paket stimmten am 3. Oktober 2008 auch 263 Abgeordnete des Repräsentantenhauses zu; 171 Mandatsträger lehnten es ab. Nötig war eine Mehrheit von 218.
Am 6. Oktober wurde Neel Kashkari zum Interims-Verwalter des Rettungsfonds ernannt.

## Hilfe für Banken
Mit dem Geld aus dem Rettungspaket erwirbt die US-Regierung Beteiligungen an Banken und kauft nicht wie vom Finanzmarkt erwartet Hypothekendarlehen. „In der Situation, in der wir waren, war der Wert von faulen Darlehen sehr schwer zu ermitteln. Das war nicht praktikabel und im Prinzip nicht zu leisten. Deshalb wechselten wir den Kurs.“ (Henry Paulson, ehemaliger US-Finanzminister: Tagesschau.de: US-Regierung ändert Rettungspaket - Mehr Kredite für mehr Konsum). Im November 2008 hat die US-Regierung 250 Milliarden US-Dollar zur Wirtschaftsstabilisierung in US-Banken investiert.

## Hilfe für Hauseigentümer
Wie US-Finanzminister Timothy F. Geithner am 10. Februar 2009 erklärte, soll mit 50 Milliarden US-Dollar aus dem EESA bzw. TARP Programm die Belastungen aus den Hypothekenzahlungen verringert werden. Damit soll verschuldeten Hausbesitzern geholfen werden, denen eine Zwangsversteigerung ihrer Häuser droht.
Ein Hauskredit ist in den USA anders: Das Haus haftet, nicht die Person. Wenn die Versteigerung nicht das Geld "rausbringt" hat die Bank ein Problem, nicht der Hauseigentümer.

## Hilfe für Kreditkartengesellschaften
Aufgrund der schlechten Finanzsituation hat American Express Geld zur Unterstützung aus dem Emergency Economic Stabilization Act in Höhe von dreieinhalb Milliarden US-Dollar beantragt. Dies wurde möglich durch Änderungen des Wirtschaftsstabilisierungsplans durch den ehemaligen US-Finanzminister Henry Paulson, welcher Kreditkartengesellschaften unterstützen wollte, um den Konsum in den USA nicht zu gefährden.